# Хай Мирослав Васильович
Хай Мирослав Васильович (2 січня 1945 — 14 грудня 2002) — відомий учений у галузі механіки деформованого твердого тіла та теорії інтегральних рівнянь. Доктор фізико-математичних наук (1988), професор.

## Біографічні відомості
Народився у селі Лютовиська Старосамбірського району на Львівщині. У 1970 він закінчив Львівський державний університет ім. І.Франка, здобувши кваліфікацію механіка. Після цього працював у Фізико-механічному інституті ім. Г. В. Карпенка, а з 1973 — у Львівському філіалі математичної фізики Інституту математики, котрий у 1978 був реорганізований в Інститут прикладних проблем механіки і математики Академії наук України. Від 1996 очолював кафедру опору матеріалів Національного університету «Львівська політехніка». У 1995 отримав вчене звання професора.

## Наукова діяльність
М. В. Хаєм започатковано у співавторстві з Г. С. Кітом і успішно розвинуто в Інституті прикладних проблем механіки і математики ім. Я. С. Підстригача НАН України новий науковий напрямок з теоретичного дослідження силового та термічного деформування пружних тіл з тріщинами і тонкими включеннями методом потенціалів (у світовій практиці він ще відомий як метод граничних інтегральних рівнянь). Подальший науковий поступ засвідчив пріоритетність цього напрямку в механіці руйнування завдяки закладенню у ньому глибоких математичних положень, з одного боку, та спрямуванню на сучасні комп'ютерні технології доведення задач до числових результатів, з іншого.
Перші роботи М. В. Хая стосувались розв'язання плоских та осесиметричних задач стаціонарної теплопровідності і термопружності для тіл з тріщинами із застосуванням сингулярних інтегральних рівнянь та інтегральних рівнянь Фредгольма другого роду. Результати досліджень під керівництвом проф. Г. С. Кіта лягли в основу його кандидатської дисертації, захищеної у 1977 році.
Визначним здобутком у науковій діяльності М. В. Хая стало опрацювання основ теорії теплопровідності та термопружності тривимірних тіл з тонкими концентраторами напружень, що базується на розвитку методу потенціалів. Використовуючи граничні властивості потенціалів простого та подвійного шару, ним спільно з Г. С. Кітом сконструйовано інтегральні зображення розв'язків тривимірних статичних задач для безмежного тіла із системою довільно розташованих тріщин та тонких включень. Густини потенціалів мають просту фізичну інтерпретацію: у випадку задач теплопровідності — це густини джерел та диполів тепла на місці розташування тріщини, а у випадку задач термопружності — це стрибки зміщень протилежних поверхонь тріщин або комбінації стрибків зміщень і напружень на включеннях. Отримані зображення розв'язків дозволили звести вихідні задачі до систем інтегральних рівнянь з ньютонівським ядром на многовиді з краєм.
М. В. Хаєм проведено узагальнення методу потенціалів на статичні задачі для півпростору (спільно з Г. С. Кітом, І. П. Лаушником) та кусково-однорідного простору (спільно з О. І. Степанюком) з довільно орієнтованими внутрішніми тріщинами. Завдяки точному задоволенню граничних умов на поверхні півпростору чи контактних умов на міжматеріальній поверхні, виведено інтегральні рівняння, в яких взаємодія тріщин з границею тіла описується регулярними ядрами. Для дослідження термопружного стану тіл з круговими віддаленими тріщинами використано метод малого параметра. Для близькорозташованих тріщин у співавторстві з І. В. Калиняком запропоновано загальний метод числового розв'язання гіперсингулярних рівнянь через їх регуляризацію та граничноелементну дискретизацію у вигляді систем лінійних алгебраїчних рівнянь. Розроблені методи розкрили великі можливості при розв'язуванні нових задач математичної теорії тріщин, стали важливим етапом у всесторонньому аналізі коефіцієнтів інтенсивності напружень в околі дефектів. За реалізацію цих важливих завдань М. В. Хаю у 1988 році присуджено науковий ступінь доктора фізико-математичних наук. У 1989 році у співавторстві з Г. С. Кітом опубліковане ґрунтовне монографічне дослідження за даною тематикою.
Далі в орбіту зацікавлень ученого потрапляють тривимірні задачі для тіл з тріщинами складної форми та тріщинами, що виходять на поверхню півпростору. Із залученням теорії відображень ним отримано відповідні граничні інтегральні рівняння, які допускають ефективне розв'язання задач засобами комп'ютерної техніки для широкого класу просторових дефектів. Спільно із Б. М. Стасюком він проаналізував концентрацію напружень в околі тріщин, що займають неоднозв'язну область, тріщин зі змінними кривинами контурів та у формі многокутників. Його співпраця з О. П. Сушко привела до створення числових алгоритмів аналізу коефіцієнтів інтенсивності напружень вздовж контурів поверхневих еліптичних тріщин та тріщин з параметричним описом контурів.
Віхою у своїй біографії М. В. Хай вважав перенесення методу потенціалів на тривимірні динамічні задачі теорії тріщин. Тоді, як конструктивні складові в інтегральних зображеннях розв'язків у просторі трансформант Фур'є за часом, учений задіяв потенціали Гельмгольца. Побудовані зображення уможливили визначення нестаціонарного напружено-деформованого стану у довільній точці безмежного тіла з дефектами через згортки функцій розкриття тріщин з регулярними ядрами. Для знаходження цих функцій при задоволенні умов на поверхнях тріщин він отримав систему граничних інтегральних рівнянь з ядром потенціалу Гельмгольца (у співавторстві з Г. С. Кітом, В. В. Михаськівим). У розробленому методі розв'язання рівнянь заклав ідею їх регуляризації за допомогою інтегральних операторів зі статичним ядром. Ним встановлена гранично-інтегральна аналогія динамічних задач у просторі трансформант та задач про усталені гармонічні коливання в безмежному тілі з тріщинами. Запропонований підхід вдалось поширити на випадок динамічно навантаженого півпростору з тріщинами після впровадження оригінального способу обчислення інтегралів з особливістю, що відповідає дійсному кореню функції Релея (спільно з В. З. Станкевичем). На цій теоретичній основі вивчено вплив інерції на параметри крихкого руйнування.
Невід'ємну частину спадщини вченого становлять теоретичні розробки стосовно умов розв'язності двовимірних інтегральних (інтегро-диференціальних) рівнянь типу ньютонівського потенціалу. У рамках цих досліджень аналізується символ рівнянь, що збігається з коефіцієнтом відповідної задачі Рімана-Гільберта для системи аналітичних функцій. Коли область інтегрування (область дефекту) має вигляд півплощини або круга, отримано формули обернення інтегральних рівнянь. Результати підсумовано у монографії (1993), яка, крім пізнавального, має енциклопедичне значення, оскільки містить точні значення широкого спектра двовимірних інтегралів із сильними та слабкими особливостями.
Наукові здобутки М. В. Хая отримали широке міжнародне визнання за часів Незалежності України. Він керував проектом «Розробка методу ГІР для розв'язання тривимірних динамічних задач механіки деформівного тіла з тріщинами та їх доведення до числових результатів» під егідою Міжнародного Наукового Фонду (1994—1997), підтримувався Науково-освітнім Фондом «Відродження» (1998—1999), був співкерівником проекту «Дослідження динамічної взаємодії тріщин у тривимірних тілах методом граничних інтегральних рівнянь» під егідою організації Європейського Союзу INTAS.
М. В. Хай є автором двох монографій та більш як 100 наукових праць у авторитетних фахових виданнях. Серед його учнів — доктор (В. В. Михаськів) та 4 кандидати (О. І. Степанюк, О. П. Сушко, В. З. Станкевич, Б. М. Стасюк) фізико-математичних наук.